# Puy du Fou España
Puy du Fou España es un parque temático español de temática histórica que se sitúa en Toledo y Guadamur. Consta de un espectáculo nocturno, El Sueño de Toledo, inaugurado el 30 de agosto de 2019, y de un parque temático, inaugurado el 27 de marzo de 2021. Está dirigido por Erwan de la Villéon y forma parte del grupo francés Puy du Fou.

## Cronología
A principios del año 2017, Nicolas de Villiers (hijo de Philippe de Villiers), presidente de Puy du Fou, anunció el proyecto de la creación de un primer espectáculo ubicado fuera de Francia, en la ciudad de Toledo, en España.
El 16 de enero de 2019 se colocó la primera piedra del parque, en Toledo.
El 30 de agosto de 2019 tuvo lugar la primera representación del espectáculo nocturno El Sueño de Toledo. Ese mismo día fue inaugurado el poblado medieval El Arrabal. 
En 2020, El Sueño de Toledo se dota de varias novedades, como el Palacio de Cristal del rey Al-Mi'mūn y la incorporación de 500 trajes para este espectáculo, así como 15 nuevos caballos españoles que se añaden a los otros 35.
El parque en torno a la historia de España fue inaugurado el 27 de marzo de 2021. Se compone de ocho espectáculos, sin contar los espectáculos inmersivos y de cinco poblados históricos. En 2024, el aforo de El Sueño de Toledo se amplió de 6.000 a 7.000 personas.

## Espectáculos

### Espectáculo nocturno

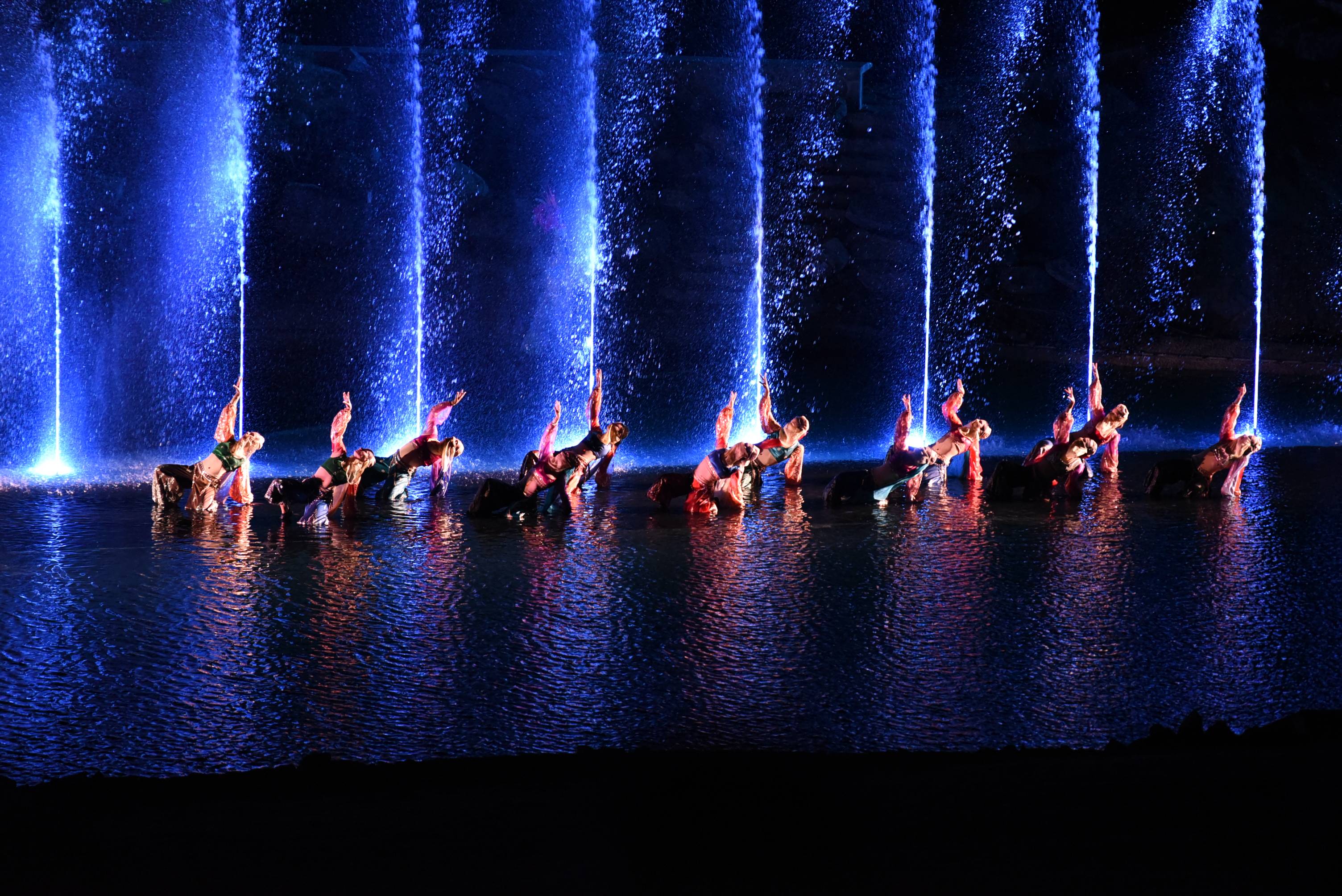
Espectáculo El Sueño de Toledo.

- El Sueño de Toledo (7000 plazas) es el espectáculo nocturno de Puy du Fou España. Presenta, durante 70 minutos, 1500 años de la historia de España, desde el reinado de Recaredo I a la llegada del ferrocarril, pasando por la batalla de Las Navas de Tolosa o el descubrimiento de América.

El acceso a este espectáculo no está incluido en la entrada del parque.

### Espectáculos diurnos

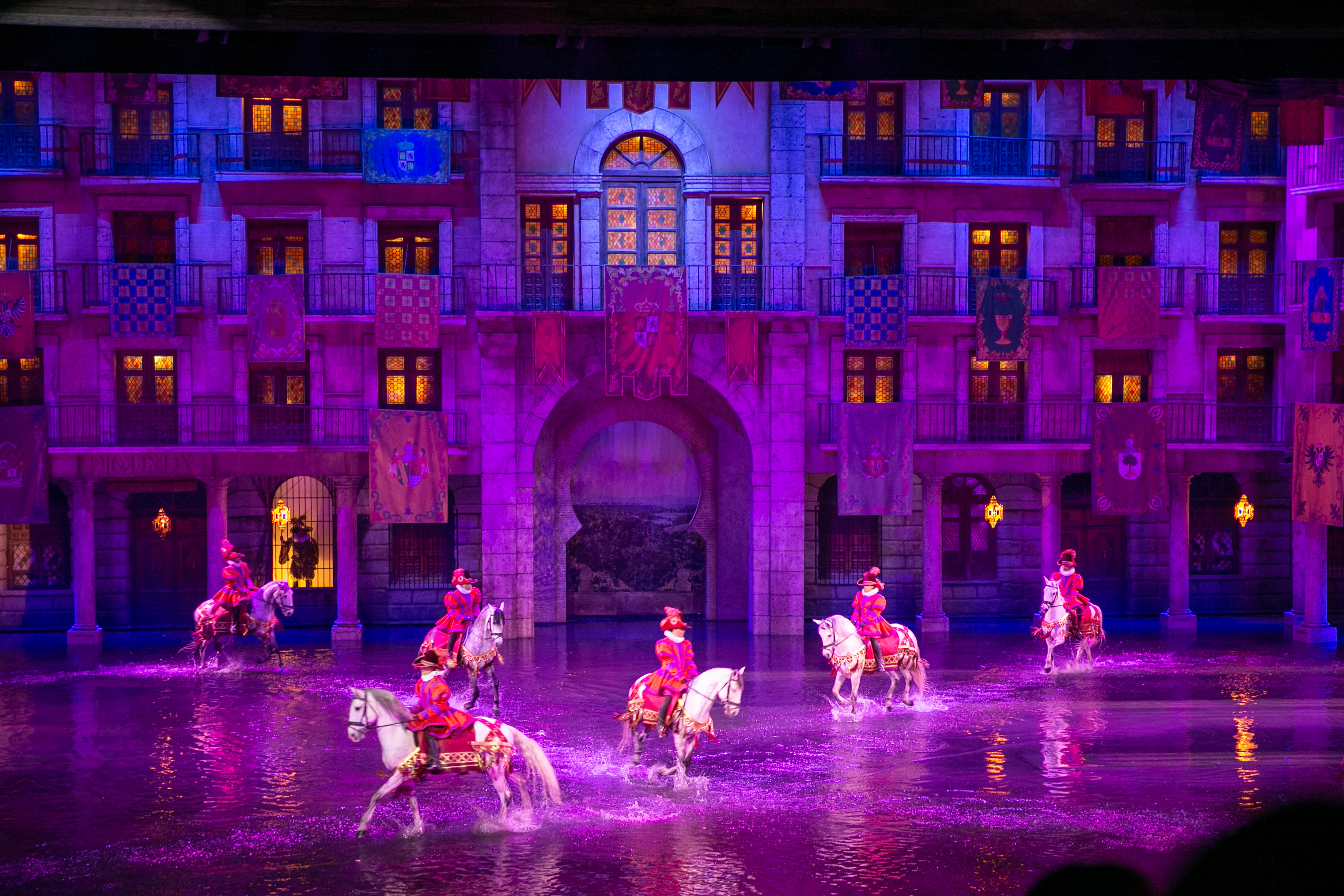
Espectáculo A Pluma y Espada.

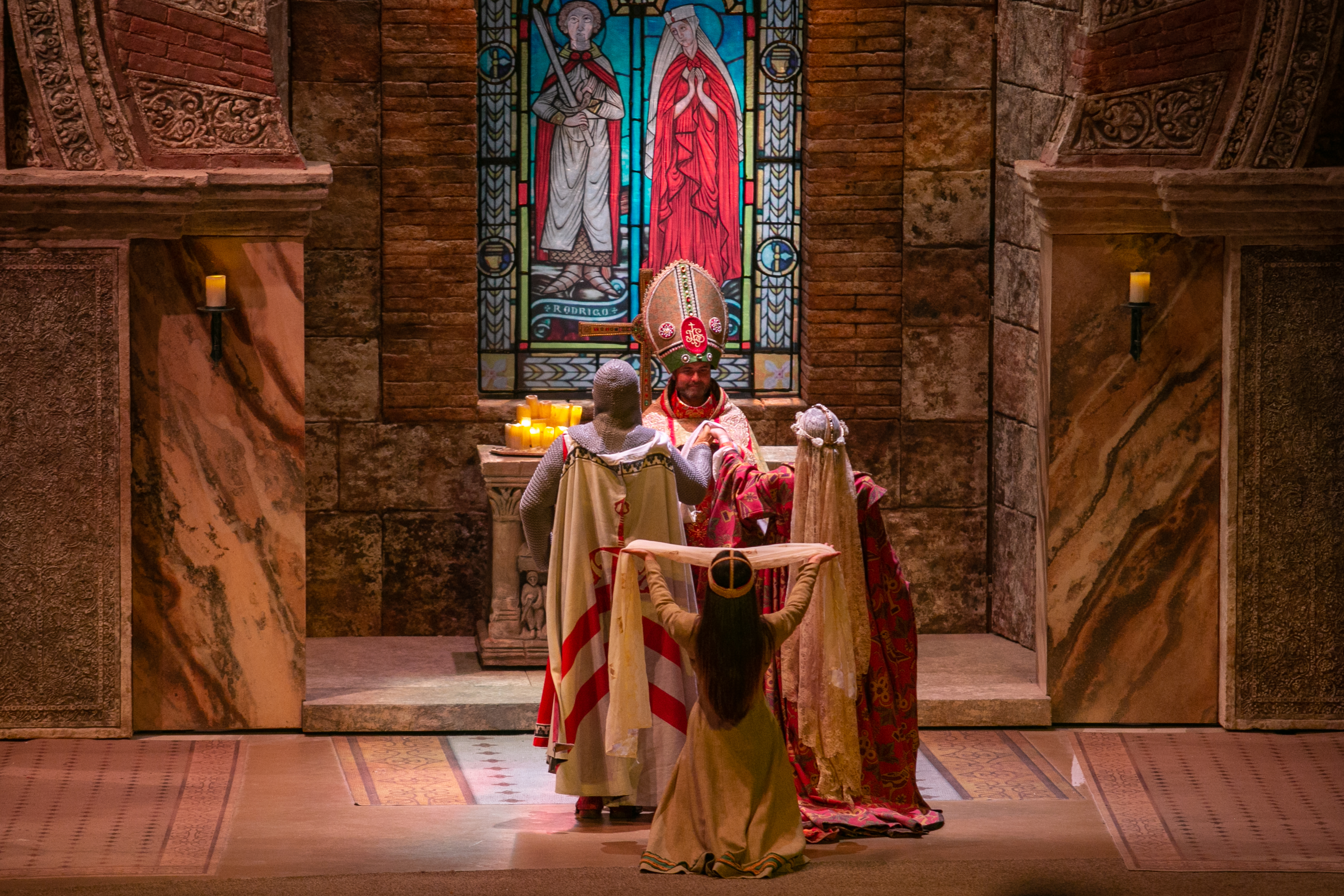
Escena de El Último Cantar.

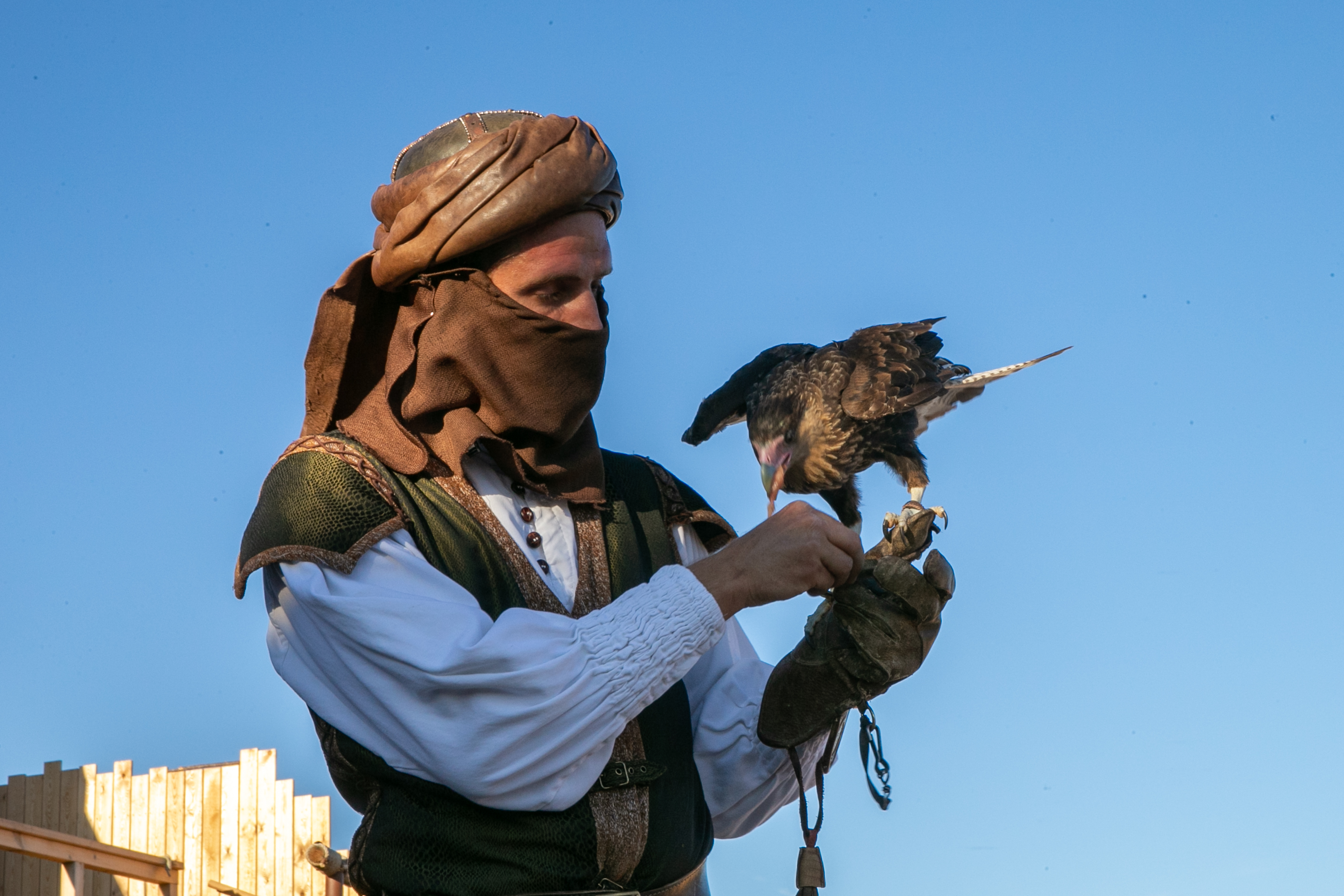
Halconero del espectáculo Cetrería de Reyes.

- A Pluma y Espada (1800 plazas): una aventura de capa y espada en torno al personaje de Lope de Vega y ambientada en el Siglo de Oro Español. La música ha sido compuesta por Nathan Stornetta.
- El Último Cantar (2050 plazas): cuenta la historia de Rodrigo Díaz de Vivar, el famoso caballero español del siglo XI, héroe del Cantar de mio Cid y personaje destacado de la Reconquista. La música ha sido compuesta por Nathan Stornetta.
- Cetrería de Reyes (2500 plazas): justa aérea entre Abderramán III y el conde Fernán González con centenares de aves rapaces.[4] Espectáculo basado en la Batalla de Simancas, en el año 939. La música ha sido compuesta por el suizo Nathan Stornetta, Enrica Sciandrone y Martin Batchelar.
- Allende la Mar Océana (espectáculo inmersivo o walkthrough): el espectador entra en la Nao Santa María de Cristóbal Colón, que tras obtener la financiación de la Reina Isabel la Católica, consigue descubrir América el 12 de octubre de 1492. La música original ha sido compuesta por Nathan Stornetta, Samuel Pegg y Martin Batchelar.
- El Misterio de Sorbaces (3000 plazas): en un lugar escondido en época de los visigodos, se celebra en secreto una unión prohibida, la de una mujer romana con un heredero al trono visigodo. Pero el rey Recaredo se entera de esto y viene a saquear el pueblo.[12] Música compuesta por Nathan Stornetta.
- El Tambor de la Libertad (3000 plazas): en plena Guerra de la Independencia Española, a comienzos del siglo XIX, el pueblo de Toledo toma las armas para defender la ciudad frente a las tropas napoleónicas. Música compuesta por Fernando Velázquez.
- De Tal Palo...: espectáculo inmersivo exterior, o walkthrough, donde diferentes generaciones de la familia Gutiérrez cuentan eventos destacados de la historia de España vividos en primera persona. Es una ampliación y mejora del anterior espectáculo llamado El Vagar de los Siglos.[13]
- El Pregón de Villanueva: pequeño espectáculo que se realiza en el exterior del Corral de Comedias.
- Las Elucubraciones del Sereno: pequeño espectáculo cuentacuentos.
- Talleres artesanos: se trata de representaciones de fabricantes y maestros artesanos realizando y explicando sus productos. Como en el espectáculo El Espadero de Vivar, donde se cuenta la leyenda de Tizona, la espada del Cid, mientras se asiste en vivo a la forja de una espada similar.
- Desmayarse: teatro exterior con acrobacias en el Corral de Comedias. Representa el encuentro amoroso entre Lope de Vega y una doncella, hija del corregidor, quien se opondrá a dicha relación.

## Infraestructuras y entorno
El parque consta de varias infraestructuras, como el Castillo de Vivar, que alberga el espectáculo El Último Cantar, o el Gran Corral de Comedias, que acoge A Pluma y Espada.

### Pueblos de época
- El Arrabal: Mercado medieval que celebra la gastronomía española junto a la Puerta del Sol de Toledo al pie de las murallas.[14]

- La Puebla Real: Pueblo del siglo XIII situado a los pies del Castillo de Vivar, que acoge el espectáculo El Último Cantar.

- La Venta de Isidro: Granja del siglo XVIII en la cual los campesinos crían los animales, cultivan las verduras y preparan los quesos frescos que los visitantes pueden saborear.

- El Askar Andalusí: Campamento árabe en el que cada carpa de vivos colores alberga artesanos y restaurantes.

- Villanueva del Corral: Inaugurado en 2023 y situado en el corral de comedia. Recibe el espectáculo: "El Bodegón del Capitán".

### Animales
El parque español cuenta con más de 300 animales, entre ellos 200 aves que participan en el espectáculo Cetrería de Reyes (halcones, buitres, águilas...), pero también hay burros, caballos, vacas y cabras.

## Premios
- En octubre de 2019, el espectáculo nocturno ganó el premio a la Mejor Creación 2019, durante la ceremonia de los PAC Awards de 2019.[17]
- En noviembre de 2021, el espectáculo diurno "El Último Cantar" recibió el premio por la IAAPA (Asociación Global para la industria de Atracciones) como "Mejor puesta en escena del mundo".[18]
- El 13 de octubre de 2022, premio Misión 2022 por haber revolucionado el mundo de los espectáculos y los parques temáticos en España.[19]
- El 19 de octubre de 2022, los PAC Awards vuelven a galardonar al parque Puy Du Fou España, como mejor Parque Temático de Europa. Por cosechar las mejores opiniones entre sus visitantes. Una buena gestión ante situaciones complejas como el incendio que sufrió alrededor del parque y la introducción de mejoras como la ampliación de El Sueño de Toledo y las novedades para eventos de empresa.[19]
- El 29 de junio de 2023, recibió el premio Hot Concepts a la empresa Revelación del año. Premio más prestigioso en el mundo de la hostelería otorgados por la Revista Restauración News.[19]
- En marzo de 2024, Mejor Espectáculo del Mundo: "A Pluma y Espada", en la prestigiosa ceremonia de entrega de los "Brass Ring Excellence Awards" de IAAPA, en Las Vegas, EE. UU.[20]
- El 25 de septiembre de 2024, los Parks World Excellence Awards galardonan como "Mejor Espectáculo en directo" a El sueño de Toledo.[21]

## Funcionamiento

### Creación de los espectáculos
Los espectáculos reproducen algunos efectos y tecnologías que utiliza el parque francés.
- El Último Cantar: una grada que gira 360°, análoga al del espectáculo Le Dernier Panache.

- A Pluma y Espada: un escenario que se llena de agua, como en Mousquetaire de Richelieu.

- Allende la Mar Océana: un espectáculo inmersivo que introduce al espectador dentro un barco, como en Le Mystère de la Pérouse.

- Cetrería de Reyes: centenares de aves sobrevuelan a los espectadores, como en Le Bal des Oiseaux Fantômes.

- El Misterio de Sorbaces: acrobacia ecuestre, peleas y escenografía cambiante, como en Vikingos y Le Secret de la Lance.

### Modelo económico
En 2019, el parque empleaba a 185 personas para su espectáculo nocturno. En 2021, el parque cuenta con 690 empleados.

### Asistencia
| Años     | 2019   | 2020     | 2021      | 2022    | 2023      | 2024      |
| -------- | ------ | -------- | --------- | ------- | --------- | --------- |
| Entradas | 72 000 | 48 000   | 600 000 * | 900.000 | 1 100 000 | 1.500.000 |
| Aumento  |        | -33,33 % | +1150 %   | +50 %   | +22,22 %  | +36,36%   |

### Temporadas
Parque Puy du Fou España:
- Primera temporada: 27 de marzo de 2021 - 12 de diciembre de 2021.
- Segunda temporada: 19 de marzo de 2022 - 31 de octubre de 2022.
- Tercera temporada: 1 de abril de 2023 - 29 de octubre de 2023.
- Cuarta temporada: 9 de marzo de 2024 - 3 de noviembre de 2024.
- Quinta temporada: 8 de marzo de 2025 - 2 de noviembre de 2025.

Espectáculo nocturno El Sueño de Toledo:
- Primera temporada: 30 de agosto de 2019 - 26 de octubre de 2019.
- Segunda temporada: 17 de julio de 2020 - 30 de octubre de 2020.
- Tercera temporada: 27 de marzo de 2021 - 31 de octubre de 2021.
- Cuarta temporada: 8 de abril de 2022 - 31 de octubre de 2022.
- Quinta temporada: 1 de abril de 2023 - 29 de octubre de 2023.
- Sexta temporada: 22 de marzo de 2024 - 2 de noviembre de 2024.
- Séptima temporada: 21 de marzo de 2025 - 2 de noviembre de 2025.

Parque Puy du Fou España. Temporada especial Navidad:
- Primera temporada: 3 de diciembre de 2022 - 4 de enero de 2023.
- Segunda temporada: 2 de diciembre de 2023 - 4 de enero de 2024.
- Tercera temporada: 30 de noviembre de 2024 - 4 de enero de 2025.
- Cuarta temporada: 29 de noviembre de 2025 - 4 de enero de 2026.